# Rigby (Regular Show)
Rigby é um personagem fictício e um dos protagonistas de Regular Show. Ele é um guaxinim, que tem 23 anos, é excêntrico, imaturo e preguiçoso, é o melhor amigo de Mordecai. Ele fez sua estréia no episódio piloto original a trabalhar como zelador no parque.

## Aparência
Rigby é um guaxinim marrom com cabelo curto e espetado, que assim como Mordecai, possui 22 sendo 1 ano mais novo que seu amigo Mordecai . Ele tem círculos pretos ao redor dos olhos, como os guaxinins comuns normalmente têm. Ele também tem uma longa cauda com seis listras marrons escuras que na verdade é uma cobra venenosa. No episódio "Don", foi mostrado que, quando Rigby tinha seis anos de idade, ele tinha um único dente da frente. Ele tem 0,95.5 m, tornando-1/2 da altura de Mordecai (1,91 m) e cerca de 27 quilos.Rigby, uma vez jogado "punchies" resultou em uma nádega danificado que exigiu cirurgia, o resultado foi que parecia que Rigby tinha apenas uma nádega.

## Personalidade
Rigby pode ser melhor descrito como uma "criança selvagem", apesar de ele ser um pouco mais novo Ele fica frustrado, assustado, confuso ou triste com muita facilidade, tornando seu comportamento muito previsível. Rigby também é muito arrogante, impulsivo, impaciente e imaturo em todos os momentos, dando-lhe a personalidade de uma criança. Uma vez, ele até mudou o seu nome para "Canoa Furada", porque ele pensou que iria parecer descolado.
No entanto, Rigby se preocupa com seus amigos, enquanto ele tentava ajudar Pairulito com o medo de dar discursos, Musculoso de se afogar, todos salvos de um bando de cachorros-quentes malvados, e ficou irritado com Pops, quando ele estava a levar a brincadeira muito longe e aleijou Mordecai. Ele também se sente mal por Benson após ele dizer que ia perder o emprego. Rigby tornou-se um pouco mais responsável e atencioso para os seus amigos com o progredir da série, tendendo a reclamar menos sobre o trabalho e às vezes até mesmo a realização de tarefas difíceis. No entanto, ele ainda muitas vezes provoca caos por tomar atalhos ou a prática de um comportamento irresponsável. Estes esforços geralmente resultam em problemas maiores do que os Rigby estava tentando evitar, em primeiro lugar, juntamente com a ocasional quase destruição de todo o parque.

## Relacionamentos
Mordecai
Rigby e Mordecai tem sido melhores amigos desde os 2 anos, e foram  para o Jardim de Infância  juntos. Eles trabalharam no mesmo parque como zeladores e estão constantemente a se meter em encrencas juntos. A dupla também tem muito em comum, tais como lanches e alimentos como bolo de chocolate, jogar jogos de vídeogame, e boliche. Ambos referem-se uns aos outros como "cara" e compartilham os mesmos bordões, "hmm-hmm" e "ohhhh".os dois faltam ao trabalho juntos com frequência e por mais que na maioria das vezes o Rigby que faz as atrapalhadas no parque, o Mordecai se mete em encrenca junto com ele, o Mordecai é mais a favor de menos confusão ao parque e ele que mantém mais responsabilidade do que Rigby. Ele ajudava Mordecai com suas relações com Margaret e C.J. mostrando se preocupar com o amigo a ponto de até dizer que ele está numa relação no qual era um segredo, e também a manter o emprego pro amigo caso Benson está quase a ponto de demiti-lo, e a mesma coisa Mordecai em troca faz.
Don
Don é o irmão mais novo de Rigby. Foi revelado que Rigby tem um extremo ciume de seu irmão, em muitos aspectos: a atitude de Don, como todos os amigos de Rigby gostam dele, como mostrado no seu flashback onde é sexto aniversário de Rigby e todos os seus amigos dão mais atenção a Don ao invés de Rigby. No entanto, Don confessou que nunca quis causar Rigby qualquer dor, e que ele admirava muito Rigby. No final do episódio, Don e Rigby reacendem seu vínculo fraternal e Rigby, finalmente, dá a Don um abraço. Em "De tabela" Rigby acaba por pedir ajuda para o Don quando perde sua instituição e acabar por vacilar com seus amigos, Don então visita Rigby e o ajuda a recuperar sua instituição e o inspira a vencer a aposta além de ir junto com os outros ve-lo contra o Bufunfa e ficar na torcida.
Eileen
Eileen é uma toupeira que tem uma grande paixão por Rigby. No começo, Rigby não gostava da presença de Eileen, a achando estranha e recebendo-a com ignorância, porém, ao decorrer a série é mostrado que uma aproximação entre eles é formado, o que pode ser resultado do amadurecimento de Rigby. No episódio "O Diário", Rigby confessa que a acha linda sem os óculos. Quando Mordecai começou seu namoro com CJ, os tempos de amigos entre eles diminuíram, então é visto Rigby visitando Eileen com frequência, o que resulta em uma ligação forte entre os dois. Em Deixado no Altar, Rigby confessa que ele e Eileen estiveram namorando secretamente por um bom tempo.Em " dumptonw USA" Rigby pede a Eileen terminar com ele para ele ir atrás de Mordecai em dumptown, ela termina com ele a ponto de fazer Rigby quase acreditar (pois ele disse pra ela fingir). no final do episódio não se sabe se eles realmente se reconciliaram, mas possivelmente sim.Em "birthday gift" é confirmada sua reconciliação.